# Edgewood (Maryland)
Pour les articles homonymes, voir Edgewood.
Edgewood est une census-designated place située dans le comté de Harford, dans l’État du Maryland, aux États-Unis. Sa population s’élevait à 25 562 habitants lors du recensement de 2010.
On y trouve un centre de recherche de l'armée américaine s'intéressant à la guerre chimique (Edgewood Arsenal),.

## Personnalités liées à la ville
Frank Zappa, né à Baltimore, a passé son enfance à Edgewood avant que sa famille s’installe en Californie.
L’acteur Johnathon Schaech est né à Edgewood en 1969.

## Source
- (en) Cet article est partiellement ou en totalité issu de l’article de Wikipédia en anglais intitulé « Edgewood, Maryland » (voir la liste des auteurs).

1. ↑  United States Army Medical Research Institute of Chemical Defense (en)
2. ↑  Edgewood Arsenal experiments (en)